# Bruchidius incipiens
Bruchidius incipiens là một loài bọ cánh cứng trong họ Bruchidae. Loài này được Kolenati miêu tả khoa học năm 1858.